# Tetanops
Genre
Tetanops est un genre d'insectes diptères de la famille des Otitidae.

## Taxinomie

### Synonymes
Selon PESI  :
- Eurycephala Roder, 1881
- Eurycephalomyia Hendel, 1907
- Terelliosoma Rondani, 1856

### Liste d'espèces
Selon Catalogue of Life (18 sept. 2013) :
- Tetanops cazieri
- Tetanops contarinii
- Tetanops corsicana
- Tetanops flavescens
- Tetanops integer
- Tetanops laticeps
- Tetanops luridipennis
- Tetanops magdalenae
- Tetanops myopaeformis
- Tetanops myopina
- Tetanops parallelus
- Tetanops psammophila
- Tetanops rufifrons
- Tetanops sintenisi
- Tetanops vittifrons

Selon ITIS (18 sept. 2013) :
- Tetanops cazieri Harriot, 1942
- Tetanops integer Loew, 1873
- Tetanops luridipennis Loew, 1873
- Tetanops magdalenae Cresson, 1924
- Tetanops myopaeformis (Roder, 1881)
- Tetanops parallelus Steyskal, 1970
- Tetanops rufifrons Wulp, 1899

Selon NCBI (18 sept. 2013) :
- Tetanops myopaeformis